# 1614 Goldschmidt
1614 Goldschmidt este un asteroid din centura principală, descoperit pe 18 aprilie 1952, de Alfred Schmitt.